# Aphodoharmogaster costata
Aphodoharmogaster costata är en skalbaggsart som beskrevs av S. Endrödi 1983. Aphodoharmogaster costata ingår i släktet Aphodoharmogaster och familjen Aphodiidae. Inga underarter finns listade i Catalogue of Life.